# Howard (Dacota do Sul)
Howard é uma cidade localizada no estado norte-americano de Dakota do Sul, no Condado de Miner.

## Demografia
Segundo o censo norte-americano de 2000, a sua população era de 1071 habitantes.
Em 2006, foi estimada uma população de 936, um decréscimo de 135 (-12.6%).

## Geografia
De acordo com o United States Census Bureau tem uma área de
2,4 km², dos quais 2,4 km² cobertos por terra e 0,0 km² cobertos por água. Howard localiza-se a aproximadamente 480 m acima do nível do mar.

## Localidades na vizinhança
O diagrama seguinte representa as localidades num raio de 28 km ao redor de Howard.